# Marie Oujezdská
Marie Oujezdská (* 22. prosince 1956 Plzeň) je ředitelka Národního centra pro rodinu, matka, která svoje povolání naplňuje v rodině i v profesi.

## Biografie
Vystudovala Vysokou školu ekonomickou v Praze. Po studiu se vrátila do Brna, kde se provdala a s manželem vychovala čtyři dcery. Během rodičovské dovolené vystudovala Cyrilometodějskou teologickou fakultu v Olomouci. 
Krátce působila jako ekonomka a pedagožka. Od 2001 pracuje v Národním centru pro rodinu, jehož posláním je přispívat k postavení rodiny jako k prostředí, v němž vznikají a rozvíjejí se hodnoty nezbytné pro prosperitu společnosti. Postoje Národního centra pro rodinu vychází z pohledu katolické církve. V minulosti deset let koučovala matky na rodičovské dovolené, aby jim pomohla k návratu na trh práce. Pomohla tak ke znovunabytí zdravého sebevědomí několika stovkám žen. Podílí se i na projektech, které aktivizují ženy ve výkonu trestu.  Ve své práci se soustřeďuje na rodinnou politiku na státní i komunální úrovni a na společné aktivity center pro rodinu zřizovaných v diecézích.
Účastní se tuzemských i zahraničních konferencí k tématu slaďování rodičovského a profesního života, k postavení rodiny a rodinné politiky na regionální úrovni. Zúčastnila se mj. teologicko-pastorálního kongresu v Mexiku v roce 2009. 
V červnu 2013 obdržela jako osobnost brněnské diecéze medaili sv. Cyrila a Metoděje.